# Келінг
Келінг або Kling — слово, яке використовується в частинах Південно-Східної Азії для позначення людини з індійського субконтиненту. Сюди входять як люди з Індії, так і заморські індіанці . У сучасному розмовному вживанні він зазвичай не пишеться з великої літери. Цей термін використовується в Малайському архіпелазі — а саме, в Малайзії, Індонезії, Сінгапурі та Брунеї, — але їхні відповідники існують і в сусідніх країнах. Хоча раннє визначення було нейтральним і пов'язане з історичним королівством Калінги у Східній Індії його використання в пізнішій історії стало сприйматися як зневажливий термін для позначення людей індійського походження, особливо в Малайзії.

## Етимологія
Слово Келлінг походить від назви давньоіндійського царства Калінга Хоча воно і позначало царство Калінга, але термін Келлінг у стародавній Південно-Східній Азії став більш загальним для позначення Індії та її жителів. Кхмерське слово Kleng (ក្លិង្គ) та тайське слово Khaek (แขก) походять від того самого кореня. До введення у вжиток англійського слова «Індія», Keling і Jambu Dwipa використовувалися для позначення країни малайською і індонезійською мовами, в той час як Benua Keling позначав Індійський субконтинент.

## Використання
Найбільш рання відома поява слова Келінг з'являється в Седжарі Мелаю (малайський літопис). Легенда згадує Раджу Шулана як короля Калінгги, який вирушає завоювати Китай зі своїм нащадком Раджею Чуланом. Вчені ототожнюють Раджу Чулана з королем Чола з півдня Індії від якого походить термін Чулія, як то назва вулиці Чулія в Пенангу. Пізніше в частинах Седжари Мелаю згадуються подорожі Ханг-Надіма і Ханг-Туа до Бенуа Келінг (Індія). Однак Келінг не слід неправильно розуміти як конкретну територію, скоріше він стосується людей індійського походження, а не лише жителів Калінги . Наприклад, індонезійська традиція колоніальної епохи позначає епос про Рамаяну як Рама Келінг, що означає «індіанець Рама». Після введення ісламу термін іноді посилався конкретно на тамілів або телугу, тоді як гуджараті та індоарійські народи з Пакистану часто плутали з Фарсі, тобто персами.
Голландці вживали слова «клінги» та «клінгери» для позначення індійських мешканців Малакки. Британські колоніальні документи також використовують слово «клінг» для опису іммігрантів з Мадрасу та узбережжя Короманделя . Джон Кроффард (1856) згадував, що термін «клінг» використовувався малайцями та яванцями як "загальний термін для всього народу Індостану (Північна Індія), а також для самої країни Індії ".

Португальський мандрівник 16-го століття Кастаньєда писав про громаду Келінг у Мелаці в період між 1528—1538 рр .:
У північній частині [міста Малакки] живуть купці, відомі як кьєліни [Klings — назва, що застосовується до південних індіанців]; у цій частині місто набагато більше, ніж у будь-якому іншому. У Малацці багато іноземних купців . . .
Спочатку свого використання Келінг був нейтральним терміном для людей індійського походження але почав сприйматися негативно, починаючи з 20 століття через різні соціально-політичні фактори. З середини 1900-х років слова, що позначають етнічне походження, в Малайзі використовувались принизливо для позначення статусу іммігранта. Отже, для політичної коректності було обрано більш нейтральну мову. Це можна спостерігати в книзі Шеріта Дженака, де термін оранг келінг у виданні 1960 року був змінений на оранг Індія (індійський народ) у виданні 1963 року.

### Малайська
Слово Келлінг по-різному вживалося в малайському суспільстві, щоб означати індіанців, тамільців або південноіндійців. Титул «Капітан Келінг» використовувався для представника індійської громади, подібно до " Капітан Кіна " китайської громади в органах влади. На початку Пенанга в 1790-х роках Капітаном Келінгом був Каудер Мохідін, який разом з Капітаном Кіна Кох Лай Хуаном та іншими видатними членами громади сформував перший Комітет засідателів, який вирішив ставки та збір податків. Також термін зберігся у назві мечеті Капітан Келінг, визначної пам'ятки Пенанга.
Сучасне використання терміна Келлінг має здебільшого принизливий сенс Після використання у 2005 році членами парламенту Малайзії, через помилкове уявлення про індійську етніку, це призвело до галасу, та звинувачень депутатів у расизмі.

### Яванська
Традиційно на Яві, Індонезія, термін Келінг пов'язують з Індією, тоді як Калінгга відноситься до Королівства Калінгга 6 століття, яке в кінцевому підсумку походить від індійського царства Калінга . Можливо, це слово може мати інші значення, наприклад, «корабель». Заклепки, що використовуються для з'єднання металів, називаються паку келінг (букв. «Тупий цвях»); однак, це вже походить від голландського клінкагеля . У сучасній розмовній індонезійській мові іноді використовується для позначення будь-якої темношкірої людини, стереотип південних індійнців хоча це вживання вважається образливим.

### Камбоджійська
У Камбоджі жаргонним терміном для індійського народу є Кленг (ក្លិង្គ), також похідне від королівства Калінга і спільно з малайським келінгом або клінгом. Він також може використовуватися як прізвисько для людей, які мають стереотипні індійські риси, такі як великі очі та темна шкіра.

### Тайська
Еквівалент келінгу в тайській мові — Khaek (แขก). Це загальний термін, для тих, хто походить з Південної Азії. Цей термін, як правило, не має негативного відтінку і використовується навіть у ввічливому або офіційному спілкуванні. Однак зовнішній вплив і плутанина з моголами та індійськими мусульманами розширили сучасне значення, та узагальнюють певні, переважно мусульманські громади, зокрема персів та арабів. Це розширене значення вважається неточним і часом відкидається як принизливе, особливо тайськими мусульманами, але набуває все більшого поширення.

### Китайська
Фрази Keling-a (Hokkien ; 吉寧 仔; POJ : Ki-lêng-á), Keling-yan (кантонська ; 吉寧 人; Йель : gat-lìhng-yan) та Keling-kia (Teochew) часто використовуються в китайській громаді в Малайзії, Брунеї та Сінгапурі. В даний час іншим не образливим словом, яке називають індіанцями, є Інь-то-ланг
Суфікси -а та -кія є зменшувальними, які зазвичай використовуються для позначення некитайських етнічних груп, тоді як «-ян» означає людину.

## Назви місць
Різні топоніми в Малайзії містять слово Keling з історичних причин, наприклад Tanjong Keling., Kampong Keling, та Bukit Keling та ін.
У Пенангу мечеть Капітана Келінга, розташована на розі Букінгемської вулиці та Джалан Масджид Капітан Келінг (Пітт-стріт) — одна з найстаріших мечетей Джорджтауна . Різні інші назви вулиць Пенанг Хоккієн містять слово Келінг, напр Kiet-leng-a Ban-san (Chowrasta Road), Kiet-leng-a Ke (King Street / Market Street).
У Сінгапурі в Індустріальній парку Джуронг є дорога під назвою Tanjong Kling Road, яка, ймовірно, походить від слова «Keling».
У Jepara Regency, Центральна Ява, Індонезія, є район під назвою Keling . Місцеві жителі пов'язують місце розташування з королівством Калінгга 6 століття. У Сурабаї, Східна Ява, Індонезія, є місце під назвою Пакар Келінг, що означає «коханець Келінга».